# 윤학영 (1863년)
윤학영(尹學榮, 1863년 음력 5월 30일 ~ ?)은 대한제국의 관료이며 일제강점기 초기의 법조인이다.

## 생애
승정원 부승지를 지낸 관리의 아들로 태어났다. 가정에서 한학을 공부하여 1894년에 진사가 되었다.
1904년에 판임관 6등의 외부 주사로 임명된 뒤 대한제국 말기에 관리로 근무했다. 외부에서 이력을 시작하였으나 1906년에 법부 주사로 이동하였고, 이듬해에는 서기랑에 오르는 등 법률 전문 관료로 재직하게 되었다. 품계는 1908년을 기준으로 6품이었다.
1910년에 한일 병합 조약이 체결되면서 경성지방재판소 산하 개성구재판소의 판사로 임명되어 조선총독부 판사가 되었다. 이후 해주지방법원 서흥지청 판사를 역임하였다.
1913년 3월에 판사직을 사임하여, 총독부 판사로 근무한 총 기간은 약 2년 반이다. 해주지법 서흥지청 판사이던 1912년을 기준으로 정8위에 서위되어 있었다.
2008년 민족문제연구소가 발표한 친일인명사전 수록예정자 명단 사법 부문에 선정되었다.

## 참고자료
- 윤학영(尹學榮) - 국사편찬위원회